# The Program (película)
The Program, anteriormente titulada Icon, es una película biográfica británica-francesa acerca del ciclista Lance Armstrong, dirigida por Stephen Frears y protagonizada por Ben Foster en el papel de Armstrong y Chris O'Dowd como el periodista David Walsh. Se comenzó a filmar en octubre de 2013 y fue estrenada el 23 de septiembre de 2015.

## Reparto
- Ben Foster como Lance Armstrong.
- Chris O'Dowd como David Walsh.
- Guillaume Canet como Michele Ferrari.
- Jesse Plemons como Floyd Landis.
- Lee Pace como Bill Stapleton.
- Denis Ménochet como Johan Bruyneel.
- Edward Hogg como Frankie Andreu.
- Elaine Cassidy como Betsy Andreu.
- Dustin Hoffman como Bob Hamman.
- Laura Donnelly como Emma O'Reilly.
- Nicolas Robin como Christophe Bassons.
- Lucien Guignard como Alberto Contador.

## Producción
Lee Pace se unió al reparto en noviembre de 2013. Dustin Hoffman se unió al reparto en diciembre de 2013. La película está basada en el libro de Walsh "Seven Deadly Sins".